# Väike väin
Väike väin (česky Malý průliv) je průliv oddělující estonské ostrovy Muhu a Saaremaa. Průliv dříve spojoval západní část Průlivového moře s Rižským zálivem, od konce 19. století je však přerušen hrází, která byla mezi oběma ostrovy vystavěna jako dopravní spojnice zahrnující silnici a vedení vysokého napětí.